# Dobbeltstjerne
En dobbeltstjerne er en gruppe af to (eller flere, trods navnet) stjerner, som af den indbyrdes tyngdekraft holdes fast i lukkede banekredsløb om hinanden, ganske som Jorden og de andre planeter er bundet i kredsløb om Solen. Fænomenet er meget almindeligt; et sted mellem en fjerdedel og halvdelen af de stjerner man kan observere, er "medlem" af dobbelstjernesystemer med alt fra to til seks stjerner.
Så vidt man ved, er vores egen Sol ikke en del af et dobbeltstjernesystem, om end det ikke kan udelukkes helt. En eventuel ledsagestjerne må dog være meget lille og lyssvag og have en bane der aldrig eller kun yderst sjældent bringer den indenfor "synsvidde" set fra Jorden. En eventuel ledsagestjerne til Solen er i visse medier givet navnet Nemesis. 

## Klassifikation af dobbeltstjerner
Man kan inddele dobbeltstjerner efter to forskellige systemer: I det ene system sorteres stjernerne efter de observationsmetoder der "afslører" dem som dobbeltstjerner, og i det andet efter de enkelte stjerners størrelse i forhold til afstanden imellem dem.

### Klassifikation efter observationsmetode
I dette system skelner man mellem fire forskellige typer dobbeltstjerner, nemlig visuelle, astrometriske, spektroskopiske og formørkelsesvariable dobbeltstjerner. I dette system kan ét bestemt dobbeltstjernesystem passe ind i mere end én af disse fire kategorier; eksempelvis er en del spektroskopiske dobbeltstjerner også formørkelsesvariable.

Systemet omfatter også en femte kategori, optiske dobbeltstjerner; det er "dobbeltstjerner" der siden har vist sig at være to separate stjerner med vidt forskellige afstande til Jorden.

#### Visuelle dobbeltstjerner
Hos nogle, ikke for fjerne dobbelstjerner kan man i kikkerter eller teleskoper direkte se de enkelte "medlemmer" af systemet, og over tid følge deres indbyrdes bevægelser. Denne type dobbeltstjerner kaldes for visuelle dobbeltstjerner.

#### Astrometriske dobbeltstjerner
For en del af de "ægte" dobbeltstjerners vedkommende er kun den ene eller nogle af systemets "medlemmer" synlige fra Jorden, men i disse tilfælde kan eventuelle "usynlige dansepartnere" afsløres ved uregelmæssigheder i de synlige stjerners indbyrdes bevægelser: Den slags dobbeltstjerner omtales som astrometriske dobbeltstjerner.

Et berømt eksempel på dette er Sirius, eller "Hundestjernen" i stjernebilledet Store Hund (Canis Major): Man opdagede at stjernen "slingrer", og antog at Sirius kredsede rundt om et eller andet temmelig tungt legeme. Sidenhen, i 1862, opdagede man "ledsageren", stort set på det sted hvor den ifølge beregninger "burde" være.

#### Spektroskopiske dobbeltstjerner
I andre tilfælde står begge/alle stjerner i et dobbeltstjernesystem så tæt, at man ikke kan observere deres indbyrdes bevægelser. Men ved at undersøge spektret for det lys stjernen udsender, kan man afsløre at spektret indeholder en "sammenblanding" af flere forskellige stjerners spektrale "fingeraftryk". Dobbeltstjerner der "afsløres" på denne måde, kaldes for spektroskopiske dobbeltstjerner.

Da stjernerne bevæger sig omkring hinanden, vil dopplereffekten bevirke at de karakteristiske linjer (svarende til bestemte bølgelængder) i deres spektre flytter sig lidt med tiden. Selv om ikke begge/alle stjerner i et dobbeltstjernesystem set fra Jorden er lysstærke nok til at man kan foretage spektralanalyse, kan man som med de astrometriske dobbeltstjerner regne sig frem til de øvrige stjerners baner og egenskaber.

#### Formørkelsesvariable dobbeltstjerner
I enkelte tilfælde cirkler to stjerner rundt om hinanden i en plan der ligger meget nær sigtelinjen mod Jorden: Set herfra vil de to stjerner på skift passere ind foran hinanden som det er vist til højre. Når den ene stjerne på denne måde helt eller delvis skjuler lyset fra den anden, modtager en observatør på Jorden mindre lys end på tidspunkter hvor begge stjerner er fuldt synlige. Nederst på illustrationen til højre ses hvordan den samlede lysstyrke fra dobbeltstjernen falder kortvarigt hver gang den ene stjerne kommer ind foran den anden.

Hvis sådan en dobbeltstjerne ligger tilstrækkelig langt fra Jorden, kan end ikke de beste teleskoper direkte vise at der er to stjerner; det eneste der "afslører" at der er tale om en dobbeltstjerne, er de regelmæssige "dyk" i det samlede lys vi modtager fra begge stjerner. Sådanne stjerner kaldes for formørkelsesvariable dobbeltstjerner, og ud fra tiden imellem, og forløbet af, disse "dyk" i lysintensisteten kan man beregne en række oplysninger om parret: Omløbstid, stjernernes indbyrdes størrelsesforhold, baneplanets vinkel med synslinjen til Jorden m.fl.

#### Optiske dobbeltstjerner
Det forekommer at to stjerner står meget tæt på hinanden på himlen set fra Jorden, mens den ene stjerne i virkeligheden er meget længere væk fra Jorden end den anden. I visse tilfælde af denne art har man formodet at talen var om en dobbeltstjerne, mens forbedrede observationsmetoder siden hen har påvist at dette ikke er tilfældet: Den slags "falske" dobbeltstjerner omtales som optiske dobbeltstjerner.

### Klassifikation efter størrelsesforhold
I dette klassifikationssystem sorteres dobbeltstjernerne efter hvor tæt de er på hinanden (set i forhold til deres størrelse): Jo tættere stjernerne er på hinanden, desto mere påvirker de hinanden med deres tyngdekraft og "atmosfære" — i visse tilfælde kredser stjernerne så tæt om hinanden, at der overføres materiale (gas og plasma) fra overfladen af den ene stjerne til den anden.

#### Adskilte dobbeltstjerner
I et adskilt dobbeltstjernesystem afstanden mellem stjernerne stor i forhold til stjernernes størrelse; så stor at stjernerne ikke påvirker hinanden ud over det at de kredser om hinanden: Stjerner i sådanne systemer udvikler sig som de ville gøre hvis de var to enkeltstående stjerner "hver for sig".

#### Semiadskilte dobbeltstjerner
I semiadskilte dobbeltstjerner er den ene stjerne så stor, at noget af det gas og plasma der findes i stjernens yderste lag kommer udenfor stjernens såkaldte Roche-grænse: Herude er tyngdekraften fra den stjerne som stoffet kommer fra, ikke længere stærkere end tyngdekraften fra den anden stjerne, og stoffet vil nu "falde ned" på den anden stjerne.

#### Kontakt-dobbeltstjerner
I kontakt-dobbeltstjerner udfylder begge stjerner deres Roche-grænser: De yderste lag af gas og plasma i de to stjerner "smelter sammen" til en fælles stjerne-atmosfære der omgiver begge parter. Denne "fælles atmosfære" kan skabe friktion og "bremse" stjernernes indbyrdes bevægelser, med den konsekvens at de efter nogen tid forenes til én stjerne.

## Dobbeltstjerners udvikling
Beregninger viser, at selv om det ikke er helt umuligt for flere stjerner at "mødes tilfældigt" i rummet, og derefter forblive sammen som et dobbeltstjernesystem, så kræver det ganske særlige omstændigheder og er derfor temmelig usandsynligt. Derfor hælder man til den teori, at dobbeltstjernesystemer primært dannes ved, at den gassky der er forstadiet til alle stjerner, brydes op i flere dele tidligt i dannelsesprocessen. Studier af "unge" dobbeltstjernesystemer synes at understøtte denne teori.
Hen imod slutningen af sit "liv" vokser en hovedserie-stjerne temmelig voldsomt: Mens stjernen i sit "hovedserie-liv" havde god plads indenfor sin egen Roche-grænse, kan den i et dobbeltstjernesystem vokse så meget at den taber stof ud over Roche-grænsen, som derefter enten falder direkte "ned" på den anden stjerne, eller opsamles i en tilvækstskive omkring den stjerne der modtager stoffet. I tilvækstskiven omsættes det faldende stofs mekaniske energi til elektromagnetisk stråling, nogle gange så meget at skiven udsender mere lys end stjernerne selv.
Da en stjernes "livsforløb" afgøres af hvor meget "stof" den indeholder, kan den slags materialeudveksling mellem stjernerne ændre deres "skæbne". Sådanne stof-udvekslinger gør det endda muligt for stjerner i dobbeltstjernesystemer at nå specielle udviklingstrin som ikke er mulige for stjerner der ikke er en del af et dobbeltstjernesystem. 
I nogle semiadskilte dobbeltstjerner overføres der materiale til overfladen af en ellers "død" hvid dværgstjerne, hvorved denne kan "blusse op" i et nova-udbrud, eller i ekstreme tilfælde ende i en supernova-eksplosion.